# Anjedān
Anjedān (persiska: اَنديجان, انجدان) är en ort i Iran.   Den ligger i provinsen Markazi, i den centrala delen av landet, 230 km sydväst om huvudstaden Teheran. Anjedān ligger 1 982 meter över havet och antalet invånare är 446.
Terrängen runt Anjedān är lite bergig. Runt Anjedān är det ganska tätbefolkat, med 96 invånare per kvadratkilometer. Närmaste större samhälle är Bozī Jān, 20,0 km öster om Anjedān. Trakten runt Anjedān består i huvudsak av gräsmarker.